# D-13
《D-13》(영어: Thirteen Days)은 미국에서 제작된 로저 도널드슨 감독의 2000년 시대극 정치 스릴러 영화이다. 케빈 코스트너 등이 출연하였고, 아미언 번스틴 등이 제작에 참여하였다.

## 출연진
- 케빈 코스트너
- 브루스 그린우드
- 스티븐 컬프
- 딜런 베이커
- 마이클 페어먼
- 헨리 스트로저
- 프랭크 우드
- 케빈 콘웨이
- 팀 켈러허
- 렌 캐리우
- 빌 스미트러비치
- 데이킨 매슈스
- 크리스토퍼 로퍼드
- 에드 로터
- 일리아 배스킨
- 제임스 캐런
- 올레크 크루파
- 루신다 제니
- 올레크 비도프
- 찰스 에스튼
- 스테퍼니 로머노프
- 잭 맥기
- 톰 에버렛
- 존 에일워드
- 케이틀린 왁스
- 존 포스터

## 기타 제작진
- 공동 제작: 폴 디슨, 메리 몬티포티
- 배역: 다이앤 크리턴든
- 미술: 데니스 워싱턴
- 의상: 이시스 뮤센든
- 촬영 감독(필리핀, 워싱턴 D.C.): 크리스토퍼 더디

## 홈 미디어
DVD와 VHS는 2001년 7월 10일 출시되었다. DVD는 첫 출시 당시 뉴 라인 홈 엔터테인먼트의 인피니필름 레이블을 달았다.

## 우리말 녹음
MBC 성우진
- 박일 - 케네디 대통령 (브루스 그린우드)
- 양지운 - 케니 보좌관 (케빈 코스트너)
- 한규희
- 한상혁
- 김용식
- 김태훈
- 김명수
- 이도련
- 이성
- 권혁수
- 양희문
- 최원형
- 변종필
- 윤복성
- 김기철
- 이상범
- 고성일
- 김서영
- 채의진
- 최한
- 김두희
- 유상우

## 같이 보기
- 보우트 F-8 크루세이더